# Arthur Casagrande
Arthur Casagrande (28 de agosto de 1902 - 6 de septiembre de 1981) fue un ingeniero civil austriaco.

## Biografía
A  la edad de 22 años (1924) obtiene su título de ingeniería civil en la Universidad Nacional de Austria. Luego permanece en la universidad como asistente a tiempo completo del laboratorio de hidráulica. Después de la Primera Guerra Mundial no había mucha oferta de trabajo para el campo de la ingeniería civil, esto y la muerte de su padre provocaron que Casagrande decidiera emigrar hacia los Estados Unidos.
Estando allí visitó el MIT (Massachusetts Institute of Technology) para una entrevista de trabajo, donde conoció al profesor Karl von Terzaghi, el cual inmediatamente le dio empleo como su asistente privado. Pronto se convirtió en la mano derecha de Terzaghi, quien fue su más grande inspiración. Desde 1926 hasta 1932, Casagrande trabajó junto a terzaghi en diversas investigaciones de técnicas y aparatos para el estudio de los suelos, todas estas investigaciones pertenecían al MIT. En 1929 ambos (Casagrande y Terzaghi) viajan a Vienna para instalar lo que sería el más grande centro de investigación de la mecánica de suelos.
Regresa por su propia cuenta a los Estados Unidos y, desde MIT, se convierte en un pionero haciendo grandes aportes a la mecánica de suelos, como son: la cuchara de Casagrande para determinar el límite líquido, la prueba del hidrómetro, fue el primero en conducir la prueba de cortante triaxial, entre otros. Es seguro asumir que la "línea A" en la carta de plasticidad es por el nombre de Arthur.
En 1932 ingresa a la universidad de Harvard, donde comienza el programa de mecánica de suelos y fundaciones. Todos los programas de esta materia a nivel mundial adoptan el mismo formato de este que ideo Casagrande, y por eso se le reconoce, después de Terzaghi, como la figura más relevante de la mecánica de suelos. Casagrande sirvió de inspiración para muchos ingenieros geotécnicos importantes de la historia. Aunque también se le da crédito a Terzaghi por los avances producidos en Harvard, fue Casagrande quien en realidad desarrolló los programas que hoy en día se utilizan.
En 1936 organizó la primera conferencia de mecánica de suelos e ingeniería de cimentaciones, algo que Terzaghi consideró como demasiado debido al poco tiempo que tenía dicha ciencia. Sin embargo después de esta conferencia, la mecánica de suelos se vuelve una parte esencial de la ingeniería civil, y se considera este periodo como la formación de la mecánica de suelos moderna. El trabajo de Casagrande en Harvard duró alrededor de cuatro décadas, en las cuales realizó numerosas publicaciones.
Las contribuciones de Casagrande a la mecánica de suelos le fueron reconocidas otorgándole el “Rankine Lecturer” por la Asociación de Ingenieros civiles del Reino Unido, y también recibió el primer premio “Terzaghi Lecturer” por la ASCE (American Society of Civil Engineers).
Durante su estadía en Harvard fue presidente de la Sociedad Internacional de Mecánica de Suelos y Cimentaciones. También sirvió como presidente del ISSMFE (International Society for Soil Mechanics and Fundation Engineering) en los años 1960. Escribió más de cien notas de investigación e informes sobre muchos grandes temas, desde asentamientos hasta cargas dinámicas en suelos.
En 1951 recibió el doctorado honoris causa de la Universidad Nacional Autónoma de México.
Falleció a la edad de 79 años el 6 de septiembre de 1981 en Estados Unidos y se considera hoy en día junto con Karl von Terzaghi el padre de la mecánica de suelos moderna.

## Premio Arthur Casagrande
Este premio fue establecido por la División de Ingeniería Geotécnica (ahora el Geo-Instituto) de la American Society o Civil Engineers (ASCE) en memoria de las sobresalientes contribuciones de Arthur Casagrande, Hon.M.ASCE, a la enseñanza, la investigación y la práctica de la ingeniería geotécnica. El premio está financiado por donaciones de los muchos estudiantes, colegas y amigos de Arthur Casagrande. El premio fue establecido para proporcionar oportunidades de desarrollo profesional para los profesionales sobresalientes jóvenes, investigadores y profesores de ingeniería geotécnica. Es administrado por el Geo-Instituto a través del Programa de Honores y Premios.